# Niniów Górny
Niniów Górny (ukr. Горішнє) – wieś na Ukrainie, w rejonie stryjskim obwodu lwowskiego. Wieś liczy 329 mieszkańców.
W II Rzeczypospolitej Niniów Górny był samodzielną gminą jednostkową w powiecie dolińskim w woj. stanisławowskiem. 15 czerwca 1934 gminę przyłączono do powiatu stryjskiego w tymże województwie, a już 1 sierpnia 1934 gmina została zniesiona, wchodząc w skład nowej zbiorowej wiejskiej gminy Bratkowce. Po wojnie wieś weszła w struktury administracyjne Związku Radzieckiego.